# 巴哈拉姆普尔
巴哈拉姆普尔（Baharampur），是印度西孟加拉邦Murshidabad县的一个城镇。总人口160168（2001年）。

## 人口
该地2001年总人口160168人，其中男性81795人，女性78373人；0—6岁人口13910人，其中男7085人，女6825人；识字率78.58%，其中男性为82.28%，女性为74.71%。